# Rádio Vila Verde
A Rádio Vila Verde (Rádio Vilaverde Lda.), também grafada em Rádio Vilaverde (em chinês:  綠邨電台), é uma rádio emissora macaense sediada na Região Administrativa Especial de Macau (RAEM) da República Popular da China e as suas emissões em cantonense e a vinte e quatro horas por dia, podem ser captadas em Macau, Hong Kong, Zhuhai, Shenzhen e em várias cidades da província chinesa de Cantão.
Localizada atualmente no Hipódromo da Taipa, as suas principais emissões em direto são os resultados das corridas locais de cavalos e de galgos, usando a AM 738 e FM 99.5. Além dos resultados, a Rádio Vila Verde também transmite alguns programas de entretenimento e música, bem como programas relacionados com o futebol (incluindo os resultados dos jogos) e com as corridas de cavalos e galgos.

## História
O ano da entrada da radio emissora no ar é incerto, pois várias fontes apontam em 1948, 1950 e em 1952. Sabe-se que o macaense Pedro José Lobo criou e fundou a Rádio Vila Verde, cujos estúdios se localizavam numa propriedade privada dele. Financeiramente, esta estação de rádio dependia exclusivamente do seu único proprietário, o doutor Pedro Lobo, que ali investia mensalmente algumas dezenas de contos.
A Rádio Vilaverde, emitida em cantonense, inglês e português, era muito ouvida em Macau nas décadas de 50 e 60, sendo mais popular do que a oficial Rádio Clube de Macau. Inicialmente, as suas transmissões são feitas na frequência de 1037 kHz, sob a designação CR9XL, e iniciavam às 9h00 da manhã, com uma marcha e obras musicais de autoria de Pedro José Lobo. Durante o dia, dava música chinesa, programas e anúncios publicitários em cantonense, com um intervalo apenas de meia hora às 14hs para música inglesa. Das 21hs até à meia-noite, transmitia-se programas nas línguas portuguesa e inglesa. Dava mais música inglesa do que portuguesa.
Durante o seu apogeu, a Rádio Vila Verde tinha dois canais: um a emitir na frequência de 1005 kHz, sob a designação CR9XL, programas em chinês das 7hs às 21hs e programas em português e inglês das 21h00 às 22h00; e outro a emitir na frequência de 1200 kHz, sob a designação CR9XM, programas em português e inglês das 13hs às 14h30min e das 20hs à meia-noite. As suas emissões eram até captadas em Hong Kong (na época, administrada pelo Reino Unido), mas perderam importância e ouvintes quando foi fundada a Commercial Radio Hong Kong (CRHK), em 1959.
Em 1965, após a morte de Pedro José Lobo, que era a alma e força motora deste projeto, a Rádio Vilaverde passou a transmitir somente em cantonense. Anos mais tarde, ela tornou-se numa estação de rádio puramente comercial, transmitindo diariamente das 6hs da manhã à meia-noite, num total de dezoito horas de emissão, na frequência de 738 kHz, que ela ainda hoje continua a usar. Esta estação de rádio também pertenceu a João Jaques F. Álvares, um radioamador que detinha o código CR9AH. Na década de 80, a Rádio Macau conseguiu impor-se, substituindo a já decadente Rádio Vila Verde.
Devido à baixa audiência e a outros problemas, as emissões da Rádio Vila Verde foram suspensas em 1994. Depois de ser adquirida pela Sociedade de Turismo e Diversões de Macau, controlada por Stanley Ho, a Rádio Vilaverde retomou as suas emissões em cantonense no dia 22 de março de 2000 ou em 2002.